# Francisco Marto
Francisco de Jesús Marto (Aljustrel, 11 de junio de 1908-4 de abril de 1919) fue un pastorcillo portugués quien, según la tradición católica, junto con su hermana Jacinta y su prima Lucía dos Santos, fue uno de los tres niños que vieron a la Virgen María en el lugar de Cova da Iria en Fátima entre el 13 de mayo y el 13 de octubre de 1917. Fue beatificado por el papa Juan Pablo II y canonizado por el papa Francisco.

## Biografía

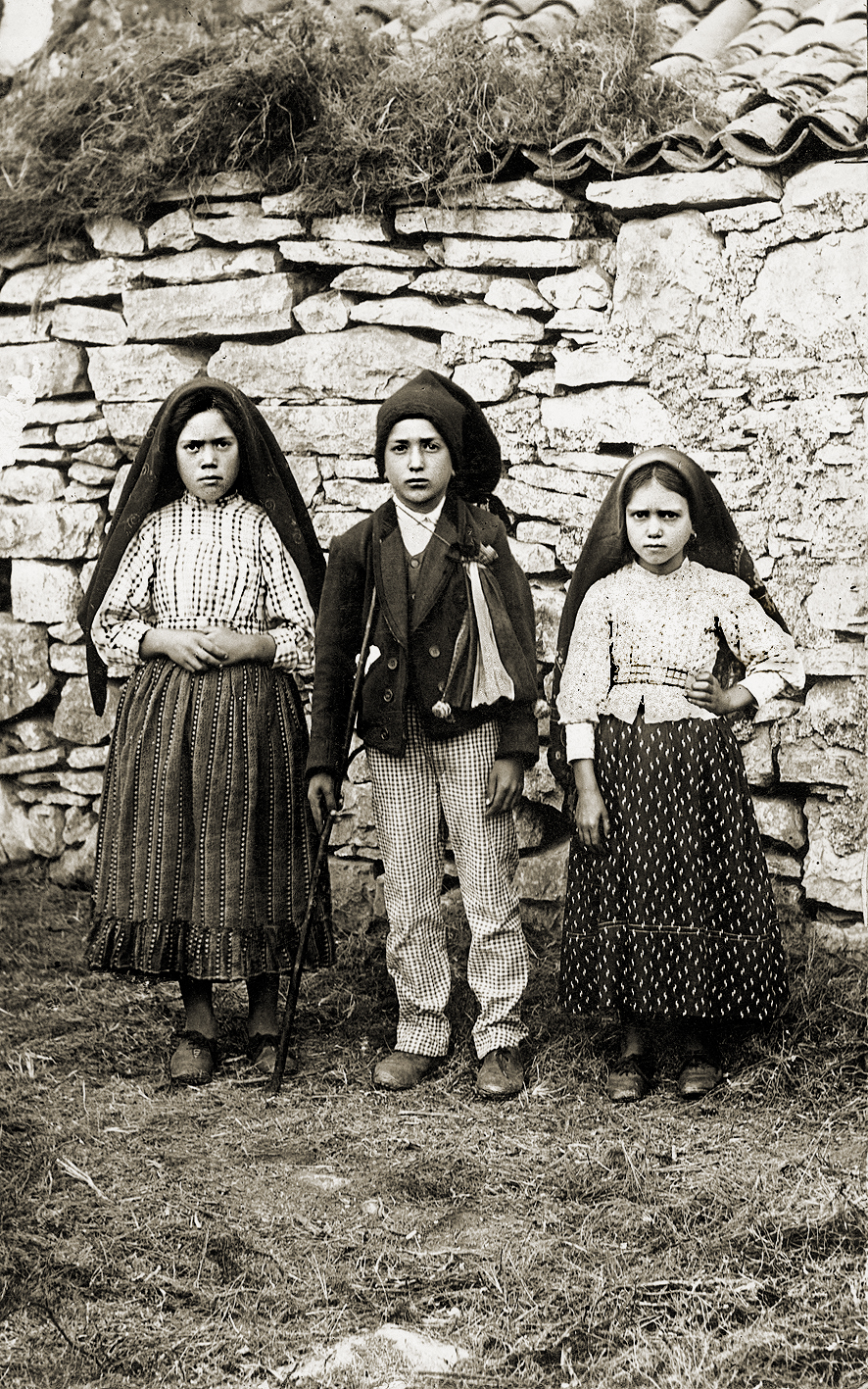
Los tres pastorcitos de Fátima: Lucía dos Santos, Francisco Marto y Jacinta Marto.

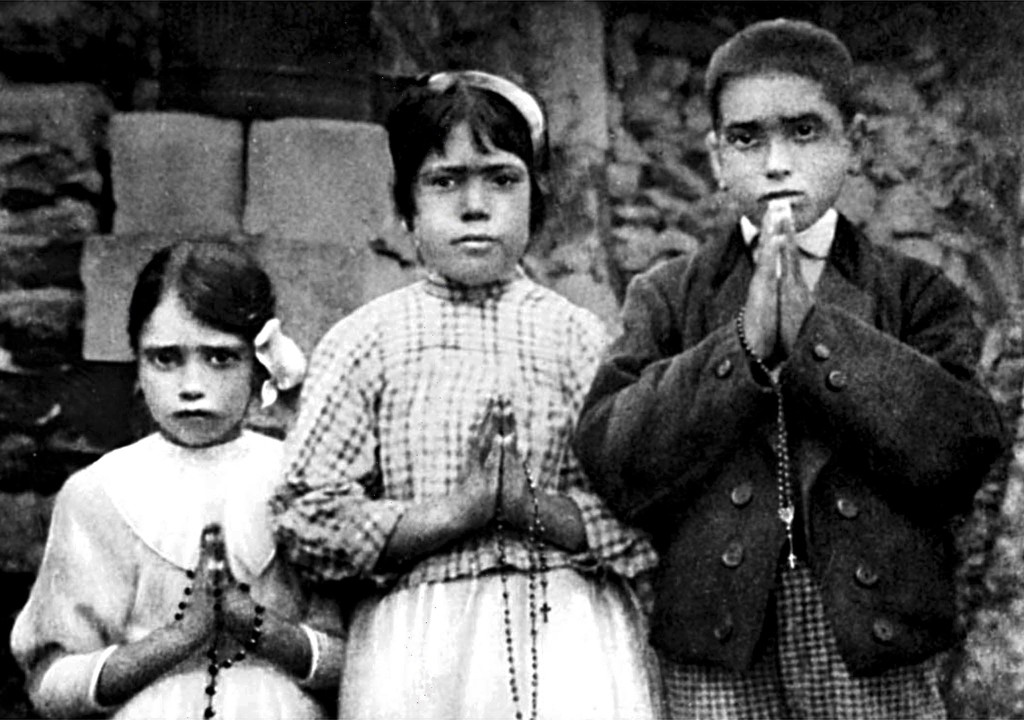
De izquierda a derecha: Jacinta Marto, Lucía dos Santos y Francisco Marto.

Hijos de Manuel Pedro Marto y Olímpia de Jesús dos Santos, Jacinta y Francisco eran niños pastorcitos típicos del Portugal rural de la época. Nunca fueron a la escuela, y trabajaban como pastores en conjunto con su prima Lucía. De acuerdo con las memorias de Lucía, Francisco era un muchacho muy tranquilo, le gustaba la música, y era muy independiente en las opiniones. Jacinta era más afectiva y muy mimada, pero emocionalmente más frágil.
En la secuencia de las apariciones, el comportamiento de los dos hermanos se alteró. Francisco prefería rezar solo, como decía «para consolar a Jesús por los pecados del mundo». Jacinta se quedó aterrada por una visión del infierno supuestamente ocurrida en la tercera aparición. Se quedó obcecada por la idea de salvar tantos pecadores como fuera posible a través de la penitencia y el sacrificio, como pedía la Virgen María.
Los tres niños, particularmente Jacinta y Francisco, practicaron mortificaciones y penitencias; motivo por el cual es posible que los prolongados ayunos les hicieran adelgazar hasta el punto de que ambos hermanos sucumbieran a la epidemia de gripe que barrió Europa hacia 1918. Francisco murió de neumonía en casa el 4 de abril de 1919 a los diez años de edad mientras que Jacinta, que sufría de pleuresía y no podía ser anestesiada debido al mal estado de su corazón, fue asistida en varios hospitales, falleciendo finalmente el 20 de febrero de 1920 a los nueve años de edad.

## Beatificación y canonización

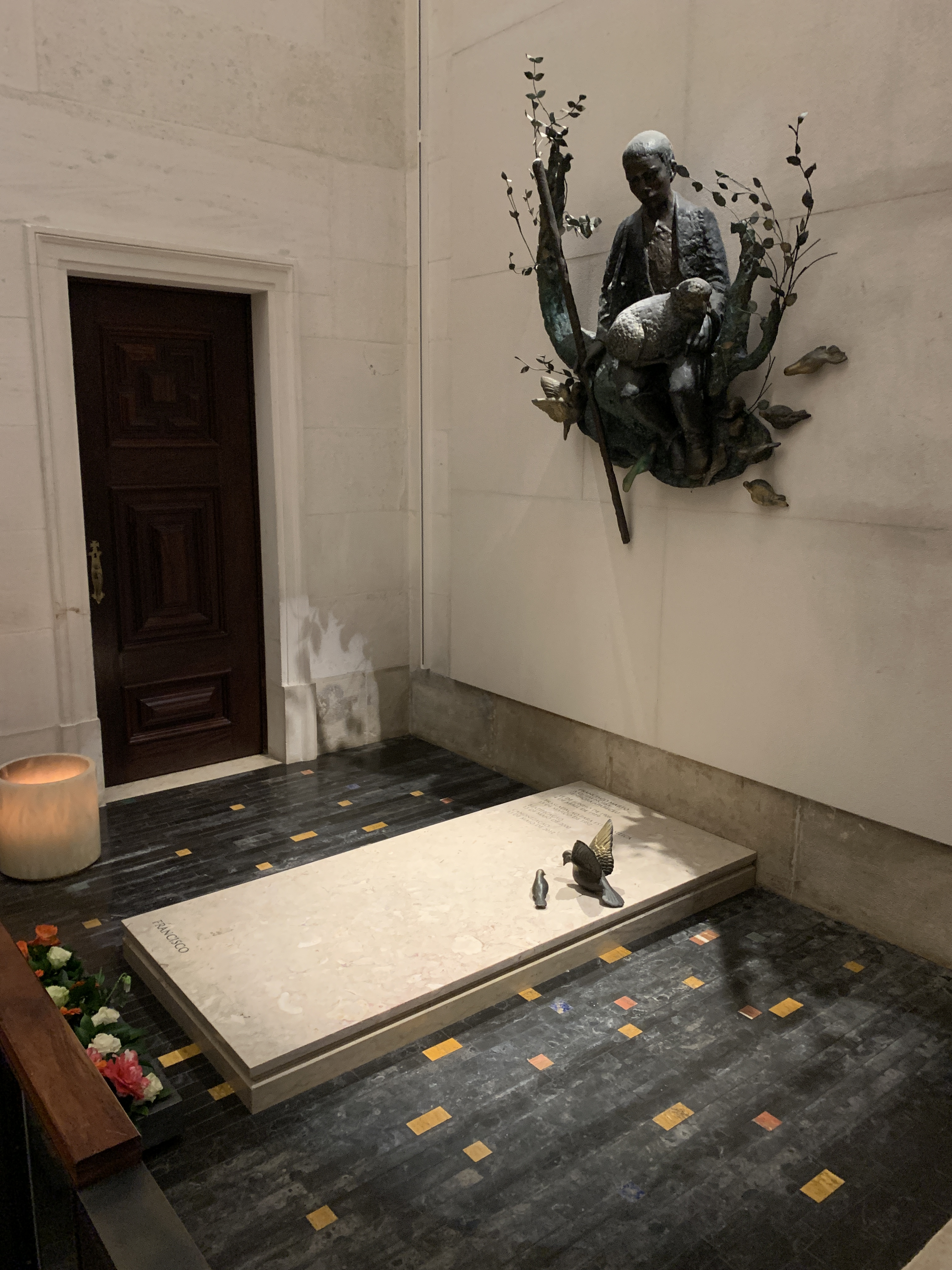
La tumba de Francisco Marto en la basílica del Santuario de Fátima.

El proceso de beatificación de los dos hermanos, Francisco y Jacinta, fue formalmente iniciado el 30 de abril de 1952, y culminado el 13 de mayo de 1989, cuando el papa Juan Pablo II aprobó las virtudes heroicas de los niños reconociéndoles como venerables.
Francisco y su hermana Jacinta fueron beatificados por el papa Juan Pablo II el 13 de mayo de 2000, durante su visita al Santuario de Fátima y en presencia de la otra vidente, Lucía dos Santos. Su conmemoración se celebra el 20 de febrero.
El 1 de mayo de 2009, en la peregrinación nacional de Acólitos de Portugal al Santuario de Fátima, Francisco fue oficialmente proclamado patrono de los acólitos portugueses.
El proceso de canonización fue oficialmente abierto el 14 de febrero de 2004, siendo canonizado por el papa Francisco el 13 de mayo de 2017.
El cuerpo de Francisco se venera en la Basílica de Nuestra Señora del Rosario de Fátima, uno de los edificios que conforman el complejo del Santuario de Fátima.

## Cultura actual

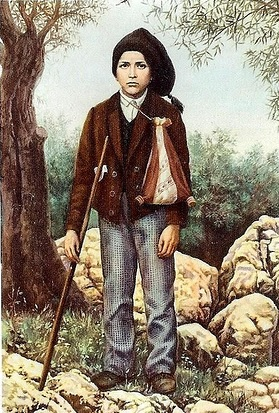
Estampa devocional de san Francisco Marto.

El Mensaje de Nuestra Señora de Fátima también ha sido llevado al cine y la televisión para darlo a conocer a todo el mundo; ya sea representando las apariciones de la Virgen a los niños: Lucía, Francisco y Jacinta, o a través de documentales que presentan investigaciones que constatan y relatan los hechos acaecidos en Cova da Iria (Cueva de Iría), lugar que hoy se ha convertido en el Santuario de Nuestra Señora del Rosario de Fátima, localizado en Fátima, perteneciente al municipio de Ourém, en Portugal.

### Cine
- 1943 - Fátima, terra de fé (Portugal)
- 1946 - Coroação de Nossa Senhora de Fátima (Portugal)
- 1951 - La Señora de Fátima (España)
- 1952 - The Miracle of our Lady of Fatima (EE. UU.)[8][9]
- 1991 - Aparição. Apparition a Fatima (Portugal, Francia)[10]
- 2009 - The 13th Day (Reino Unido)[11]
- 2017 - Fátima, el último misterio (España)[12] h* 2020 - Fátima (EE.UU)[13]

### Televisión
- 1984 - Fatima (EE. UU.)
- 1997 - Fátima (Portugal)
- 2009 - Efecto Nostradamus (EE. UU.)[14]